# Coleophora eleagnisella
Coleophora eleagnisella é uma espécie de mariposa do gênero Coleophora pertencente à família Coleophoridae.